# 존 데이비드 카슨

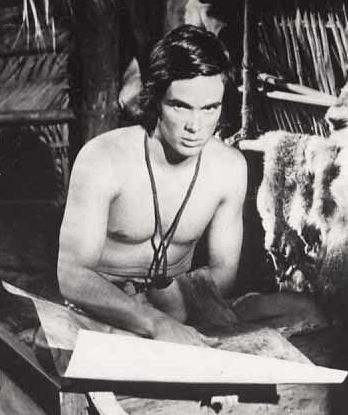

존 데이비드 카슨(John David Carson, 1952년 3월 6일 ~ 2009년 10월 27일)은 미국의 배우, 영화배우이다.
노스할리우드에서 태어났으며 라스베이거스에서 사망하였다. 사인은 림프종이다.

## 영화
- 귀여운 여인 (1990년)
- 밀림의 사나이 (1982년)
- 돌격 부대 (1979년)
- 5층 (1978년)
- 개미 왕국 (1977년)
- 검은 호수의 창조물 (1976년)
- 스테이 헝그리 (1976년)
- 미녀 삼총사 - TV 시리즈 (1976년)
- 명탐정 바나비 존즈 (1973년)
- 돌고래 알파 (1973년) - 래리 역